# Alexandre-Étienne Choron
Alexandre-Étienne Choron (ur. 21 października 1771 w Caen, zm. 29 czerwca 1834 w Paryżu) – francuski pisarz muzyczny, wydawca, pedagog i teoretyk muzyki.

## Życiorys
Początkowo poświęcił się studiom matematycznym i lingwistycznym, w latach 90. XVIII wieku przeprowadził się do Paryża, gdzie uczył się muzyki u Rosego i Bonesiego. Samodzielnie zapoznał się z traktatami włoskich i niemieckich teoretyków muzyki. W 1805 roku założył w Paryżu własną oficynę wydawniczą, która publikowała dzieła zapomnianych wówczas dawnych mistrzów takich jak Giacomo Carissimi, Giovanni Pierluigi da Palestrina, Claude Goudimel i Josquin des Prés oraz pisma poświęcone teorii muzyki. Od 1810 roku był członkiem korespondentem Institut de France. Przedstawił plan reorganizacji kościelnego szkolnictwa muzycznego, otrzymał też stanowisko directeur de la musique des fêtes religieuses. Od 1816 do 1817 roku był dyrektorem Académie Royale de Musique, doprowadził wówczas do ponownego otwarcia zamkniętego w 1815 roku Konserwatorium Paryskiego. W 1818 roku założył Institution de Musique Classique et Religieuse, którą prowadził do 1830 roku. Działał na rzecz zreformowania muzyki religijnej w oparciu o dawne wzorce. Wraz ze swoimi uczniami organizował w katedrze Notre-Dame koncerty muzyki renesansowej i barokowej.
Był autorem prac Principes d’accompagnement des écoles d’Italie (1804), Principes de composition des écoles d’Italie (3 tomy, 1808; 2. wydanie w 6 tomach 1816), Dictionnaire historique des musiciens (wspólnie z François-Josephem-Marie Fayolle’em; 2 tomy, 1810–1811), Méthode élémentaire de musique et de plainchant (1811), Méthode concertante de musique à plusieurs parties (1818, nowe wydanie 1833) i Manuel complet de musique vocale et instrumentale, ou Encyclopédie musicale (wspólnie z Adrienem de La Fage, 1836–1839). Przygotował do druku zrewidowane i uzupełnione wydanie Traité général des voix et des instruments d’orchestre François Francœura (1813), przetłumaczył także Gründliche Anweisung zur Komposition i Generalbassschule Johanna Georga Albrechtsbergera (1814 i 1815) oraz Musico prattico Francesco Azopardiego (1816). Swoją działalnością przyczynił się do reorganizacji szkolnictwa muzycznego, szczególnie w zakresie kształcenia wokalistów.